# Gundomar
Gundomar (en gotique Gunþimers, en espagnol Gundemaro) est un roi wisigoth d'Hispanie et de Septimanie de 610 à 612.

## Biographie

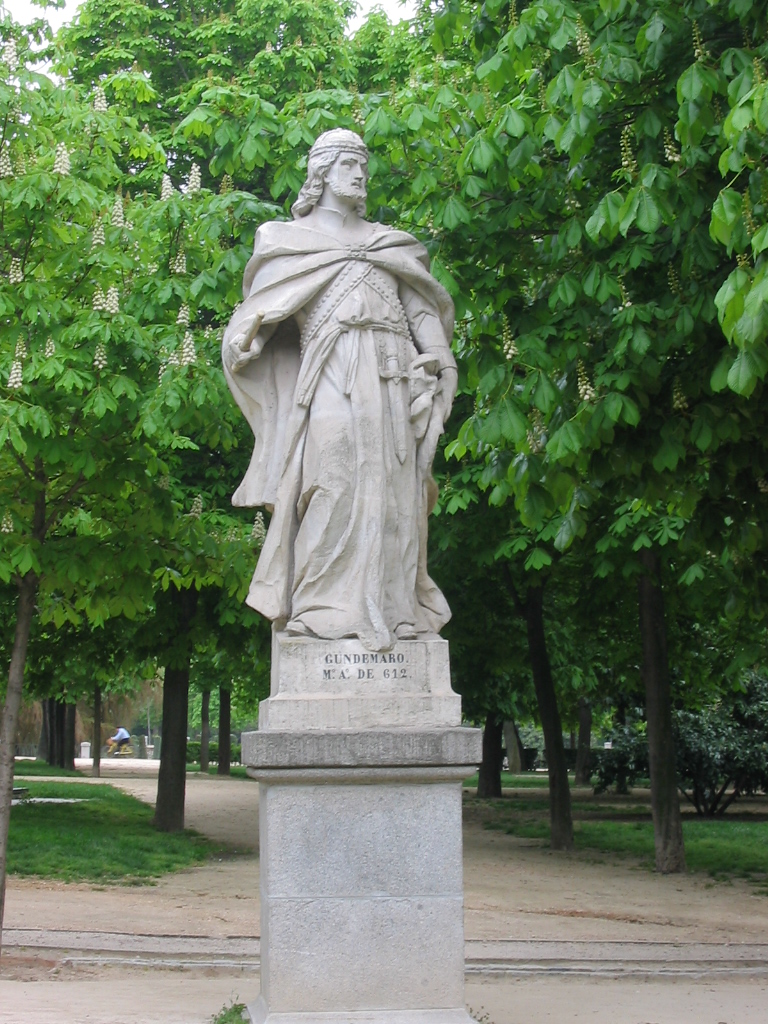
Statue de Gundomar (Parc du Retiro, Madrid).

Duc de la Septimanie (la Gaule gothique ou Gothie), il monte sur le trône après l'assassinat du roi Wittéric au printemps 610. Dès son avènement, Gundomar mène une expédition contre les Vascons qu'il vainc et refoule dans leurs montagnes. À son retour dans la capitale wisigothe, il assemble le 23 octobre de la même année les évêques de la Carthaginoise et tient avec eux un concile dans lequel sont rendus plusieurs canons que le roi ratifie et signe. Lors de ce concile, ils reconnaissent notamment l'évêque de Tolède pour leur métropolitain.
En politique étrangère Gundomar s'allie, comme son prédécesseur Wittéric, aux rois francs Clotaire II et Thibert II, respectivement rois de Neustrie et d'Austrasie, contre le roi de Burgondie Thierry II. Cependant, pour une raison inconnue, une rupture survient rapidement entre eux, au point que dans les négociations qui suivirent, Thibert II garda près de lui comme prisonniers les envoyés du roi wisigoth ; Gundomar les fit réclamer par le duc de la Septimanie, Bulgar, qui s'empara en même temps en Gaule de deux villes cédées naguère par Récarède à la reine Brunehaut, Jubiniacum et Cornelianum, cités situées aujourd'hui dans l'Hérault.
En 611, les romains d'Espagne firent quelques irruptions sur le territoire des Wisigoths. Gundomar marcha contre eux mais ceux-ci ne se sentant pas assez forts pour tenir en rase campagne, se retranchèrent dans leur camp ; le roi les y attaqua et en fit un grand massacre qui leur ôta pour longtemps la volonté de recommencer.
Chrétien nicéen opposé à l'arianisme, il convoqua encore un concile, tomba malade et mourut à Tolède en février ou mars 612 après un court règne de deux ans.
Selon la chronique des rois wisigoths (Chronica regum Wisigotthorum), Gundemarus régna 1 an, 10 mois et 14 jours.

#### Sources primaires
- Isidore de Séville, Historia de regibus Gothorum, Wandalorum et Suevorum (Hist. Goth., 59.).

#### Sources modernes
- Roger Collins, Visigothic Spain, 409–711, Blackwell Publishing, 2004.
- Edward A. Thompson, The Goths in Spain, Oxford, Clarendon Press, 1969.